# Universidad Politécnica de Breslavia
La Universidad Politécnica de Breslavia (en polaco: Politechnika Wrocławska; en alemán: Technische Hochschule Breslau) es una universidad situada en Breslavia, Polonia. Con campus en diferentes partes de la ciudad, sus instalaciones principales se encuentran en la céntrica Plaza Grunwaldzki, junto al río Oder. Tiene, asimismo, tres sedes regionales en Jelenia Góra, Legnica y Wałbrzych.

## Alumnos y equipo
En diciembre de 2023, la universidad educa a 20.970 estudiantes a través de unos 50 programas[cita requerida] de grado, máster y doctorado. 
Cada año se gradúan 80.000 estudiantes. El personal de la universidad está compuesto por 2000 empleados académicos y otros 2000 trabajadores de la administración.

## Rankings

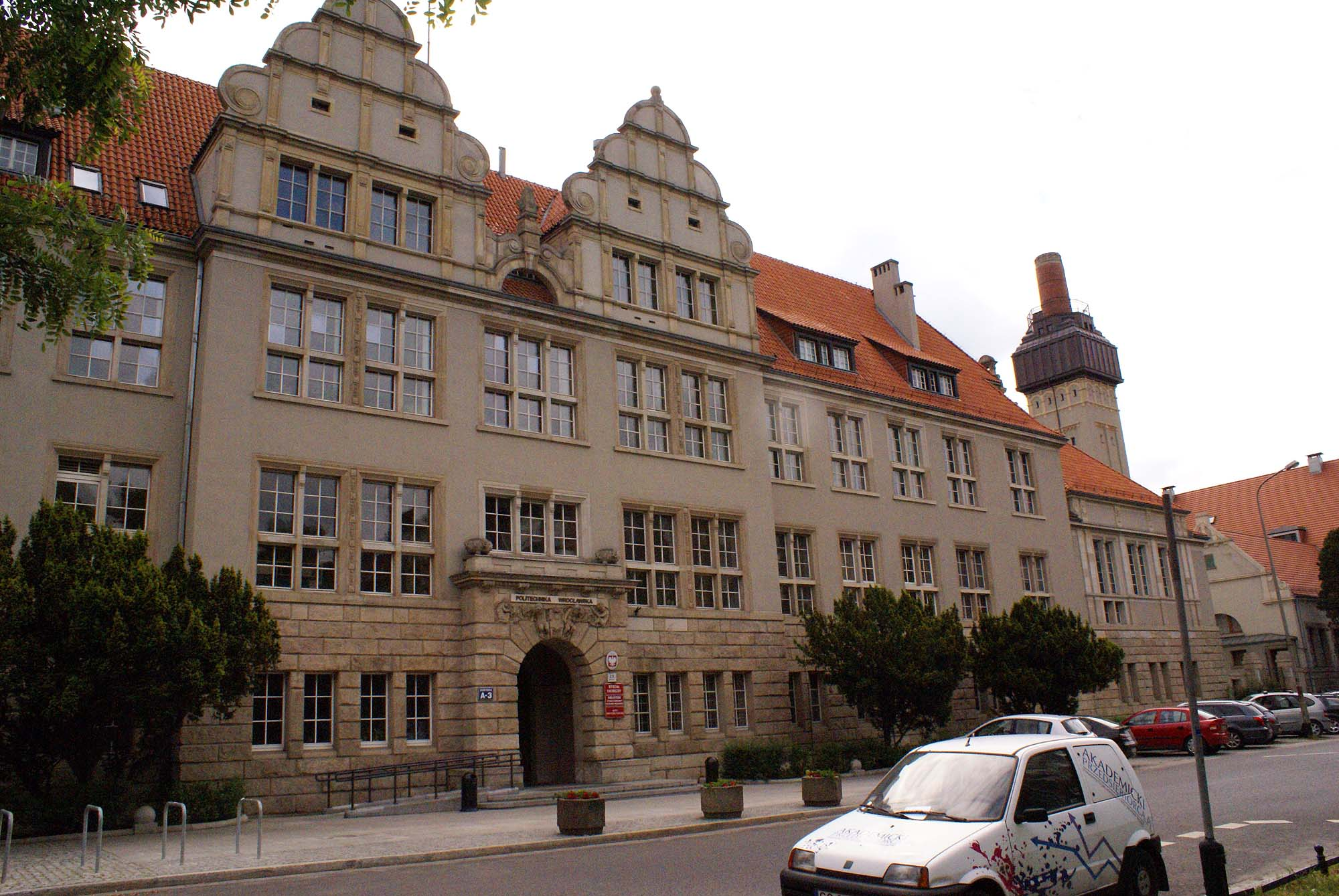
Universidad Politécnica de Breslavia

Hoy en día, es una de las mejores universidades técnicas de Polonia estando siempre en lo alto del ranking anual de universidades del país. En 2006 y 2007, fue nombrada la mejor universidad técnica en Polonia en el ranking más antiguo del país realizado por la revista Wprost. También fue nombrada en segundo lugar en 2013. La universidad ocupa el primer lugar en grados vinculados a nuevas tecnologías (disciplinas tales como: ciencias de la computación,  electrónica, ciencia de los materiales) de acuerdo con el ranking de la revista Where to study?. Ocupó también el segundo lugar como mejor universidad técnica de tecnología de la información y fue nombrada una de las universidades más innovadoras para el año 2012 por la revista Computerworld. En 2015 fue nombrada por los espacios más referentes de Polonia como primera universidad en Ingeniería Ambiental.

En 2016 fue clasificada la  577.ª del ranking mundial de Universidades, la 254.ª en Europa y la 6.ª de Polonia.

## Historia
La Universidad de Ciencia y Tecnología de Breslavia fue fundada en 1910 por científicos e ingenieros alemanes, con el apoyo del emperador Guillermo II de Alemania. 
En mayo de 1945, en la batalla de Breslavia, la ciudad fue liberada por el Ejército Rojo de la Unión Soviética, y la Universidad Técnica de Breslavia, al igual que la ciudad, pasó a formar parte de la República Popular de Polonia.
La Universidad fue fundada el 24 de agosto de 1945. Un grupo de 27 profesores, procedentes de la Universidad Técnica de Lwów, llegaron a Breslavia y fundaron la sociedad académica de Polonia en los edificios destruidos y dañados de la Technische Hochschule de Breslau. La primera clase fue impartida por Kazimierz Idaszewski el 15 de noviembre de 1945. Desde entonces ese día se ha constituido como Día de la Ciencia de Breslavia.
En 1951 la universidad se dividió en dos instituciones. El primer rector de la Universidad de Tecnología fue Dionizy Smolenski. A partir de este momento, la Politécnica creció rápidamente.
Hoy en día los estudiantes de esta universidad participan en varios programas de ciencia, como el Programa SSETI.
La universidad es también una de las fundadoras de la Universidad Internacional de logística y el transporte en Breslavia, en conjunto con la ciudad y la Escuela Superior Internacional de comercio en Metz, en Francia.

## Organización
La Universidad de Ciencia y Tecnología de Breslavia está actualmente administrada por un rector y cinco vicerrectores de investigación, educación, asuntos de los estudiantes, asuntos generales y el desarrollo. Rectores y vicerrectores, así como decanos y directores de los departamentos son elegidos por el personal por períodos de cinco años y pueden ser reelegidos una vez. El máximo órgano de gobierno dentro de la universidad es el Senado, que consta de 75 miembros: el rector, 5 vicerrectores, 12 decanos, 12 estudiantes y 45 representantes del personal.

## Facultades
La oferta universitaria abarca 13 facultades: 
1. Facultad de Arquitectura
- Arquitectura y Planificación Urbana
- Planificación espacial

2. Facultad de Ingeniería Civil
- Ingeniería civil

3. Facultad de Química
- Biotecnología
- Química
- Químico e Ingeniería de proceso
- Ciencia de materiales e Ingeniería
- Tecnología química

4. Facultad de Electrónicas
- Ingeniería de control y Robótica
- Electrónica
- Telecomunicaciones
- Informática
- Teleinformatica

5. Facultad de Ingeniería Eléctrica
- Ingeniería de control y Robótica
- Ingeniería eléctrica
- Mecatrónica

6. Facultad de Geoengineering, Minero y Geología
- Minería y Geología
- Geodesia y Cartografía

7. Facultad de Ingeniería Medioambiental
- Ingeniería medioambiental
- Protección medioambiental

8. Facultad de Informática y Administración
- Informática
- Administración
- Ingeniería de sistemas
- Ingeniería mecánica
- Ingeniería energética

10. Facultad de Ingeniería Mecánica
- Ingeniería de control y Robótica
- Ingeniería mecánica
- Transporte
- Ingeniería de producción y Administración
- Mecatrónica
- Ingeniería Biomédica

11. Facultad de Problemas de fondo de Tecnología
- Física
- Física de ingeniería
- Informática
- Ingeniería Biomédica
- Óptica

12. Facultad de Microsystem Electrónica y Photonics
- Electrónica y Telecomunicaciones
- Mechatronics

13. Facultad de Matemáticas
- Matemática
- Matemática aplicada

## Rectores
- Rudolf Schenck (1910–1914)
- Gerhard Hessenberg (1914–1916)
- Carl Heinel (1916–1918)
- Friedrich Wilhelm Semmler (1918–1920)
- Ludwig Mann (1920–1924)
- Werner Schmeidler (1924–1926)
- Wilhelm Tafel (1926–1928)
- Karl Gottwein (1928–1930)
- Erich Waetzmann (1930–1932)
- Bernhard Neumann (1932–1933)
- Wilhelm Rienda (1933–1937)
- Erwin Ferber (1937–1944)
- Heinrich Blecken (1944–1945)
- Stanisław KulczyńEsquí (1945–1951)
- Dionizy SmoleńEsquí (1951–1960)
- Zygmunt Szparkowski (1960–1969)
- Tadeusz Porębski (1969–1980)
- Bogusław Kędzia (1 XII 1980-31 VIII 1981)
- Tadeusz Zipser (1 IX-29 XII 1981)
- Jerzy Schroeder (6 yo-31 VII 1982)
- Wacław Kasprzak (1982–1984)
- Jan Kmita (1984–1990)
- Andrzej Wiszniewski (1990–1996)
- Andrzej Mulak (1996–2002)
- Tadeusz Luty (2002–2008)
- Tadeusz Więckowski (2008–2016)
- Cezary Madryas (2016–2020)
- Arkadiusz Wójs (2020-)

## Vida estudiantil
Los estudiantes tienen su propio gobierno autónomo, que controla la mayor parte de sus asuntos. También existe las oficina de carrera, que ayuda a los estudiantes en el proceso de transición de la educación al trabajo.

### Organizaciones estudiantiles
Organizaciones activas
- ASI – Asociación informática universitaria
- AZS – Asociación de deporte universitario
- AIESEC – Asociación internacional de la economía y alumnado de comercio'
- MÁS – Tablero de alumnado europeo de tecnología
- ESN – Erasmo Red Estudiantil
- IAESTE – La Asociación Internacional para el intercambio de estudiantes para la experiencia técnica
- IACES – Asociación internacional de alumnado de ingeniería civil
- NZS – Sindicato independiente

## Redes de cooperación europea
- Universidad de Neisse: se estableció en 2001, a partir de una colaboración con la Universidad Técnica de Liberec en la República Checa y la Universidad de Ciencias Aplicadas de Zittau/Görlitz en Alemania. La red académica ofrece cursos propios de estudio utilizando los recursos de los institutos asociados. De esta manera los alumnos estudian en tres países y adquieren conocimientos y experiencias interculturales e interdisciplinarias.
- Red Top Industrial Managers for Europe: La universidad participa para facilitar la movilidad de estudiantes y favorecer la cooperación en investigación con universidades tecnológicas europeas a través de la red Top Industrial Managers for Europe.

## Cooperación internacional
- Programa de Ingeniería eléctrica– título de maestría en conjunto con la Universidad de Ryerson.
- Programa conjunto de Tecnología de la Información con la Universidad de Ostwestfalen-Lippe, la Universidad de Halmstad y la Universidad de Aalborg.

## Centros
- Centro para Networking y Supercomputing de Breslavia

Servicios de networking y supercomputing para diferentes universidades
- Wroclaw Centro para Transferencia de Tecnología

Para aumentar la eficacia y la competitividad de industria a través de innovación
- Bajar Silesia Centro para Tecnología Adelantada

Promoción de tecnologías limpias, hidrógeno y células de combustible, seguridad alimentaria
- Centro de Materiales y Nanotecnología

servicios GaN , estructuras delta dopado , microscopía de barrido de la sonda , polímeros
- Centro de Ingeniería Biomédica
- Centro Hugo Steinhaus

El objetivo del centro Hugo Steinhaus es organizar, estimular y apoyar la investigación y la educación en técnicas estocásticas como se aplica en la ciencia y la tecnología
- Centro de Tecnología Avanzada de Fabricación (CAMT)
- Centro de Biomonitoreo , Biotecnología y Protección de Ecosistemas en la Baja Silesia

## Conferencias
- El 7.º Encuentro Europeo coincidiendo con el 1.er Encuentro Mundial en Óptica Fisiológica y Visual, VPOptics 2014.
- Sistemas de Poder Eléctricos modernos MEPS
- Conferencia internacional "Análisis de Vibración Experimental para Estructuras de Ingeniería Civil" – EVACES
- Conferencia de Control de contaminantes y eficiencia energética.

## Alumnos notables
- Krzysztof Baranowski – patrón de yate, marinero
- Constantin Carathéodory – matemático griego
- Klaus Clusius – farmacéutico físico
- Leszek Czarnecki – empresario
- Rafał Dutkiewicz – alcalde de la ciudad de Breslavia
- Arnold Eucken – farmacéutico
- Erwin Fues – físico teórico
- Wojciech Kurtyka – escalador
- Krystyn Jerzy Haich – arquitecto, ingeniero, filántropo
- Jerzy Leszczyński – el farmacéutico recibió el Premio Presidencial para la excelencia en Matemáticas y enseñanza de la Ciencia
- Jan Paweł Nowacki – ingeniero eléctrico
- Ferdinand Albin Pax – botánico y entomólogo.
- Ulrich Petersen (1907–1992), experto en tecnología de hierro
- Eugen Piwowarsky – metalúrgico
- Wanda Rutkiewicz – alpinista
- Hugo Steinhaus – matemático
- Władysław Ślebodziński – matemático
- Czesław Ryll-Nardzewski – matemático
- Włodzimierz Trzebiatowski – Físico, farmacéutico y matemático
- Stanisław Ałpa – botánico
- Stanisław Trybuła - matemático
- Krzysztof Wielicki – Alpinista, el quinto hombre en subir los 14 ochomiles
- Maja Włoszczowska – campeón mundial de ciclismo de montaña
- Andrzej Ziemiański - arquitecto y escritor de ciencia ficción.

## Galería de imágenes

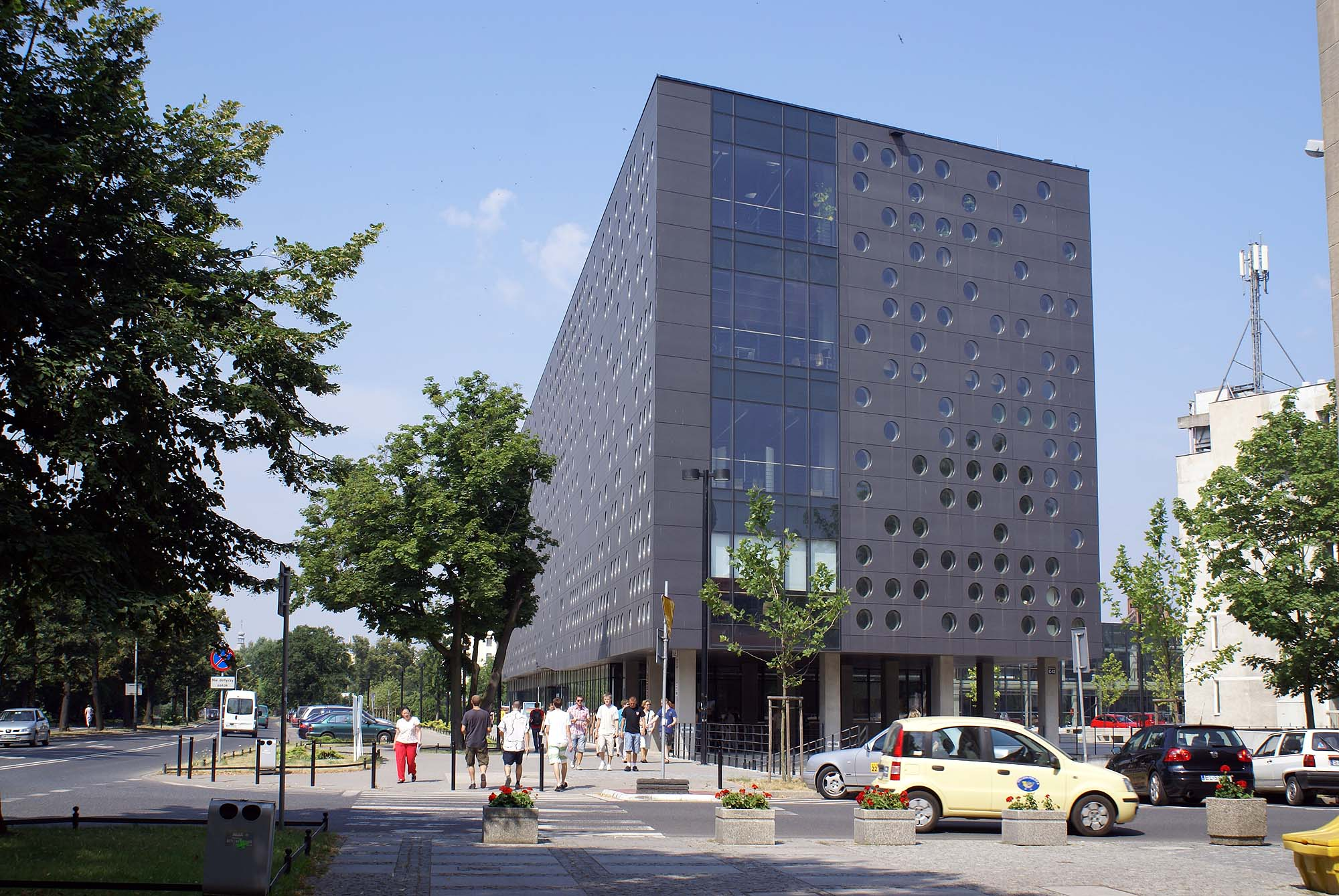
C13 Edificio.
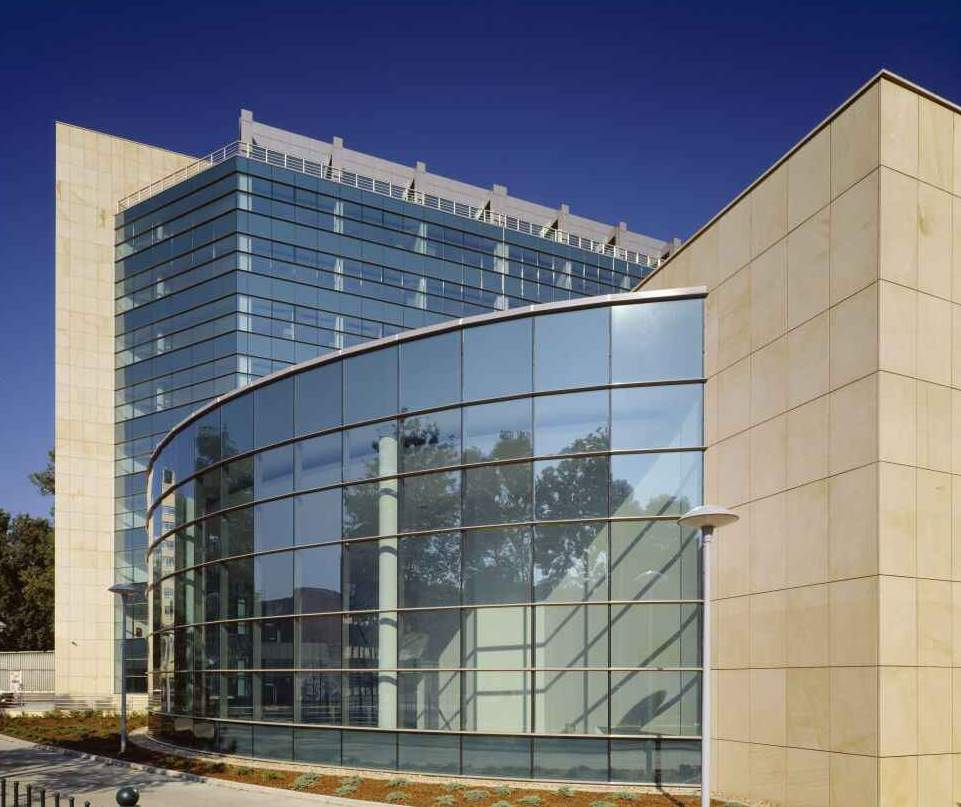
D20 Edificio - Facultad de Ingeniería Eléctrica.
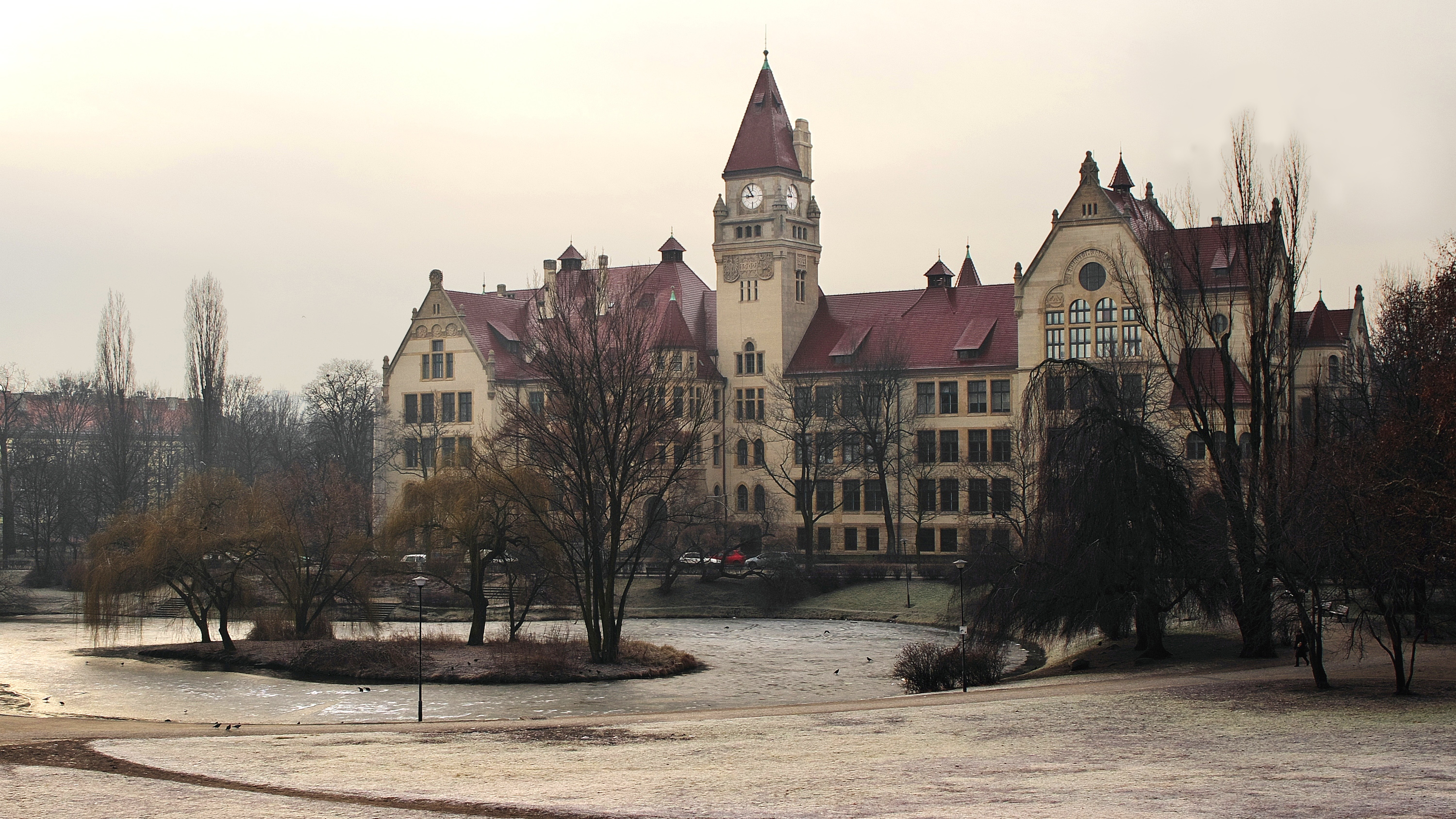
E1 Edificio - Facultad de Arquitectura.
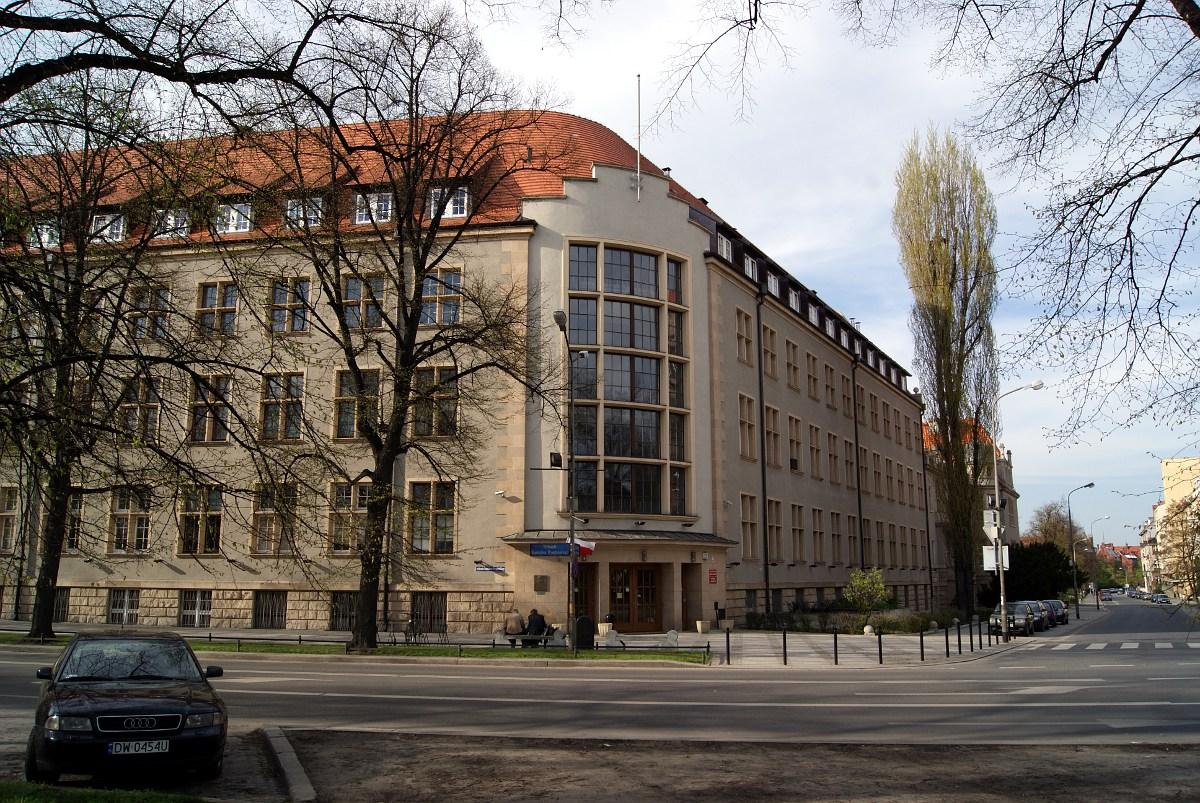
Un2 Edificio - Facultad de Química.